# Введенка (село)
Вве́денка — село Саратської селищної громади Білгород-Дністровського району Одеської області в Україні. Населення становить 1015 осіб.
19 липня 2020 року, в результаті адміністративно-територіальної реформи і ліквідації Саратського району, село увійшло ло складу Білгород-Дністровського району.

## Населення
Згідно з переписом УРСР 1989 року чисельність наявного населення села становила 1227 осіб, з яких 554 чоловіки та 673 жінки.
За переписом населення України 2001 року в селі мешкало 1007 осіб.

### Мова
Розподіл населення за рідною мовою за даними перепису 2001 року:
| Мова       | Відсоток |
| ---------- | -------- |
| російська  | 91,53 %  |
| українська | 5,22 %   |
| молдовська | 1,58 %   |
| болгарська | 1,18 %   |
| гагаузька  | 0,39 %   |